# 上田幹雄
上田 幹雄（うえだ みきお、1995年5月1日 - ）は、日本の男性プロ総合格闘家、キックボクサー、空手家、YouTuber。東京都大田区出身。BRAVE所属。極真空手世界王者（2019）

## 来歴
5歳から極真空手を始める。また、空手と並行して13歳から15歳まで部活動で柔道と相撲を学んだ。
2019年11月22日-24日、武蔵野の森総合スポーツプラザで開催された第12回全世界空手道選手権大会（極真会館（松井館長）主催）に出場し、1日8試合を勝ち抜き優勝。日本人として16年振りに極真世界王者となった。
2021年4月25日、百人組手に挑戦するも、60人目でドクターストップにより失敗。
2021年8月31日を以って、極真会館（松井派）を退会することを総本部のホームページにて発表。

### 総合格闘技
2021年9月5日、総合格闘技へ転向を表明。総合格闘技を選んだ理由については「今どこで戦えば、空手の地位と存在を本当に上げられるかをずっと考え続けたが、K-1・ONE・GLORYなどではなく、やっぱり総合格闘技しかなかった。つまり『RIZIN』だと。今の時代に28歳の極真・大山倍達総裁がいらしたら、絶対にRIZINに殴り込んでるんだろうなと思うから。」「（世界のどこでも、誰に聞いても『総合格闘技が全ての格闘技の中で一番強い』と言われるので、）ルール上で何でもありの総合格闘技をやることに意味がある」と話した。
2021年10月25日、レスリング日本代表でもあった総合格闘家・宮田和幸の主催するBRAVE所属となったことを発表。宮田は「上田選手は過去に相撲と柔道をやっていたので、すでに下地を持っている。総合格闘技をやるべくしてやるのだと思う」と話した。

### RIZIN
2022年4月17日、RIZIN.35でRIZINデビュー戦及びに総合格闘技デビュー戦を行い、この試合が引退試合となる元PANCRASEスーパーヘビー級王者の高阪剛と対戦。上田の左ストレートに対し、高坂の右クロスカウンターでダウンを奪われ、パウンドで1R KO負けを喫した。
2022年12月4日、GRACHAN 58でソン・ムジェと対戦し、1Rに左ハイキックでダウンを奪った後パウンドによるKO勝ちを収め、総合格闘技初勝利となった。
2023年6月24日、RIZIN.43で関根“シュレック”秀樹と対戦し、1R序盤に膝蹴りとパンチを当てた後、左ハイキックによるTKO勝ちを収め、RIZIN初勝利となった。なお、本来は4月29日のRIZIN LANDMARK 5でカルリ・ギブレインとの対戦が予定されていたが、ギブレインのブラジルからの出国手続き不備により中止となったため、自身の代替試合として行われた。
2023年9月10日、ReBOOT～K-1 ReBIRTH～で人生初のキックボクシングの試合を行い、前K-1クルーザー級王者で現Krushクルーザー級王者のK-Jeeと対戦。1RからK-Jeeを圧倒し、2Rに3度のダウンを奪ってKO勝ちを収めた。この試合について、上田はRIZINの所属選手だが、K-1がRIZINに連絡を取って「上田をレンタルさせてほしい」と要望を出し、RIZIN運営が快く了承したことで実現した。
2023年12月31日、RIZIN.45でスダリオ剛と対戦し、2Rに膝蹴りでダウンを奪った後パウンドによるTKO勝ちを収めた。
2024年6月9日、RIZIN.47でシェミスラブ・コバルチェックと対戦し、1Rに腕ひしぎ十字固めで一本負けを喫した。
2024年12月31日、RIZIN10度目の大晦日記念大会のRIZIN DECADEでROAD FCライトヘビー級・ヘビー級の2階級制覇王者キム・テインと対戦し、2Rに左上段膝蹴りでTKO勝ち。
2025年5月4日、RIZIN男祭りのRIZIN WORLD GP 2025 ヘビー級トーナメント1回戦でシビサイ頌真と対戦。1Rに左インローでKO勝ちを果たし、事実上の日本人ヘビー級最強決定戦を制した。

## 人物・エピソード
身長187cm・体重102kgの重量級の選手でありながら華麗なステップワークと多彩な技の持ち主。心技体を兼ね備えた空手家。通称は「極真で一番強い男」。「極真四強」とも呼ばれた。
試合では、間合いの操作やポジショニングが秀でており、上段膝蹴り、上段回し蹴り、下段回し蹴り、上段前蹴り、下突き等が得意技だが、その他の技も長けているオールラウンドプレイヤーである。
RIZIN公式YouTube - 上田幹雄の人物紹介・密着動画『Preparation』（2025）

## 戦績

### プロ総合格闘技
| 総合格闘技 戦績 | 総合格闘技 戦績 | 総合格闘技 戦績 | 総合格闘技 戦績 | 総合格闘技 戦績 | 総合格闘技 戦績 | 総合格闘技 戦績 |
| --------------- | --------------- | --------------- | --------------- | --------------- | --------------- | --------------- |
| 8 試合          | (T)KO           | 一本            | 判定            | その他          | 引き分け        | 無効試合        |
| 5 勝            | 5               | 0               | 0               | 0               | 0               | 0               |
| 3 敗            | 2               | 1               | 0               | 0               | 0               | 0               |

| 勝敗 | 対戦相手                     | 試合結果                            | 大会名                                                          | 開催年月日     |
| ×    | アレクサンダー・ソルダトキン | 2R 3:05 TKO（パウンド）             | 超RIZIN.4 真夏の喧嘩祭り 【RIZINヘビー級WORLDグランプリ準決勝】 | 2025年7月27日  |
| ○    | シビサイ頌真                 | 1R 1:03 KO（左ローキック）          | RIZIN男祭り 【RIZINヘビー級WORLDグランプリ1回戦】               | 2025年5月4日   |
| ○    | キム・テイン                 | 2R 2:31 KO（左膝蹴り）              | RIZIN.49                                                        | 2024年12月31日 |
| ×    | シェミスラブ・コバルチェク   | 1R 2:08 腕ひしぎ十字固め            | RIZIN.47                                                        | 2024年6月9日   |
| ○    | スダリオ剛                   | 2R 0:55 TKO（左膝蹴り→パウンド）    | RIZIN.45                                                        | 2023年12月31日 |
| ○    | 関根“シュレック”秀樹         | 1R 0:22 TKO（左ハイキック）         | RIZIN.43                                                        | 2023年6月24日  |
| ○    | ソン・ムジェ                 | 1R 0:12 KO（左ハイキック→パウンド） | GRACHAN 58                                                      | 2022年12月4日  |
| ×    | 高阪剛                       | 1R 2:05 TKO（右フック→パウンド）    | RIZIN.35                                                        | 2022年4月17日  |

### プロキックボクシング
| キックボクシング 戦績 | キックボクシング 戦績 | キックボクシング 戦績 | キックボクシング 戦績 | キックボクシング 戦績 | キックボクシング 戦績 | キックボクシング 戦績 |
| --------------------- | --------------------- | --------------------- | --------------------- | --------------------- | --------------------- | --------------------- |
| 1 試合                | (T)KO                 | 判定                  | その他                | 引き分け              | 無効試合              |                       |
| 1 勝                  | 1                     | 0                     | 0                     | 0                     | 0                     |                       |
| 0 敗                  | 0                     | 0                     | 0                     | 0                     | 0                     |                       |

| 勝敗 | 対戦相手 | 試合結果                    | 大会名                 | 開催年月日    |
| ○    | K-Jee    | 2R 1:39 KO（3ノックダウン） | ReBOOT 〜K-1 ReBIRTH〜 | 2023年9月10日 |

## 獲得タイトル
- 極真空手（松井派）
  - 2012年　全日本高校選抜大会　無差別級　優勝
  - 2013年　第30回全日本ウェイト制空手道選手権大会　軽重量級　優勝
  - 2018年　第50回全日本空手道選手権大会　優勝
  - 2019年　第12回全世界空手道選手権大会　優勝

### 試合映像
1. ↑  『【試合映像】スダリオ剛 vs. 上田幹雄 / Tsuyoshi Sudario vs. Mikio Ueda - RIZIN.45』RIZIN公式YouTubeチャンネル、2023年。
2. ↑  『【試合映像】上田幹雄 vs. キム・テイン / Mikio Ueda vs. Tae In Kim - RIZIN.49』RIZIN公式YouTubeチャンネル、2025年。

### 補足映像
1. ↑  『【番組】RIZIN CONFESSIONS #98（※番組内で試合映像。上田幹雄と高阪剛による試合振り返りドキュメンタリー番組）』RIZIN公式YouTubeチャンネル、2022年。
2. ↑  『【番組】RIZIN CONFESSIONS #127（※番組内で試合映像。上田幹雄と関根"シュレック"秀樹による試合振り返りドキュメンタリー番組）』RIZIN公式YouTubeチャンネル、2023年。
3. ↑  『【番組】RIZIN CONFESSIONS #140（※番組内で試合映像。上田幹雄とスダリオ剛による試合振り返りドキュメンタリー番組）』RIZIN公式YouTubeチャンネル、2023年。
4. ↑  『【番組】RIZIN CONFESSIONS #152（※番組内で試合映像＆上田幹雄とスシェミスラブ・コバルチェックによる試合振り返りドキュメンタリー番組）』RIZIN公式YouTubeチャンネル、2024年。
5. ↑  『【番組】RIZIN CONFESSIONS #171（※番組内で試合映像＆上田幹雄とキム・テインによる試合振り返りドキュメンタリー番組）』RIZIN公式YouTubeチャンネル、2025年。

### 映像資料
1. ↑  『【番組】RIZIN CONFESSIONS #96（※高阪戦の試合前、上田の紹介・BRAVEジムでの練習風景など。上田幹雄パートは番組後半）』RIZIN公式YouTubeチャンネル、2022年。
2. ↑  『【密着】Preparation｜上田幹雄 / Mikio Ueda』RIZIN公式YouTubeチャンネル、2025年。

### 戦績等
- RIZIN 選手データ
- 上田幹雄の戦績 - SHERDOG（英語）